# Die Nacht ist kommen, drin wir ruhen sollen
 Die Nacht ist kommen, drin wir ruhen sollen ist ein Abendlied aus dem Evangelischen Gesangbuch (EG 1995, Nr. 471).

## Geschichte
Der Text aus dem Jahr 1566 ist von Petrus Herbert, einem späteren Mitglied des Rates der böhmischen Brüderunität; auch die Melodie aus demselben Jahr stammt von den Böhmischen Brüdern. Im aktuellen deutschen Evangelischen Gesangbuch sind die vier Strophen von Petrus Herbert um eine fünfte Strophe aus dem Missourischen Gesangbuch von 1847 ergänzt.
Die Melodie findet sich im Jahr 1550 das erste Mal bei Petrus Nigidius. Dieser gab in jenem Jahr in Frankfurt die humanistische Liedsammlung Geminae undeviginti Odarum Haratii Melodia heraus, in der die heutige Melodie mit dem Text Ipse cum solus varios retracto von Hermann von dem Busche (1468–1534) sowie mit dem Text Christe, confusae medicina mentis von Jean Salmon (1490–1557) enthalten ist. Beidesmal ist die Melodie dort, wie zu jener Zeit üblich, in der Tenorstimme gesetzt. Im Jahr 1566 fand sie dann Aufnahme in die in Eibenschitz gedruckten „Kirchengeseng“ der Böhmischen Brüderunität, und tauchte damit das erste Mal in einem geistlichen Kontext auf.

## Text
1. Die Nacht ist kommen,

drin wir ruhen sollen;

Gott walt’s zu Frommen

nach seim Wohlgefallen,

daß wir uns legen,

in sein’m G’leit und Segen

der Ruh zu pflegen.

2. Treib, Herr, von uns fern

die unreinen Geister;

halt die Nachtwach gern,

sei selbst unser Schutzherr;

schirm Leib und Seel,

unter deinen Flügel;

send’ uns dein Engel.

3. Lass uns einschlafen

mit guten Gedanken,

fröhlich aufwachen

und von dir nicht wanken.

Lass uns mit Züchten

unser Tun und Dichten

zu dei’m Preis richten.

4. Pfleg auch der Kranken

durch deiner Geliebten,

hilf den Gefangnen;

tröste die Betrübten;

pfleg auch der Kinder,

sei selbst ihr Vormünder,

des Feinds Neid hinder.

5. Vater, dein Name

werd von uns gepreiset,

dein Reich zukomme,

dein Will wer beweiset,

frist unser Leben,

wollst die Schuld vergeben,

erlös uns. Amen.

## Bearbeitungen
Die bekannteste Bearbeitung ist, wie bei vielen Kirchenliedern, die Choralbearbeitung von Johann Sebastian Bach (BWV 296) aus dem Jahr 1725. Johann Hermann Schein hatte das Lied 1627 für Chor bearbeitet.
Max Reger hat Die Nacht ist kommen als Nachtlied (nach einem Lied namens Morgengesang) im Jahr 1914 in seine Acht geistlichen Gesänge op. 138 aufgenommen. Das Regersche Nachtlied verleiht dem Text von Petrus Herbert „eine schwer fassbare, schwebende Atmosphäre“. Außerdem gibt es eine etwas ältere Fassung von Paul Claussnitzer (1867–1924), (op. 8 no. 2) aus dem Jahr 1899, als Abendlied für Männerchor.
Das Sela-Gesangbuch (The Selah Song Book) enthält in seiner zweiten Ausgabe von 1926 auf S. 74 unter dem Titel The Night is closing eine Übersetzung des Herbertschen Textes ins Englische (Lied Nr. 168). Text ist allerdings mit einer anderen Melodie sowie einem Chorsatz untersetzt; Autoren sind nicht angegeben.
Bei Bach sowie auch im Sela-Gesangbuch findet sich zwischen der vierten und fünften Strophe des Liedes im Evangelischen Gesangbuch eine weitere Strophe: „Denn wir kein letzte (bessre) / Zuflucht finden können / als zu dir, o Herr, / in dem Himmel droben. / Du verlässt keinen, / gibst acht auf die deinen / die dich recht meinen.“